# デイビッド・ストックトン
デイビッド・ジェームズ・ストックトン（David James Stockton, 1991年6月24日 - ）は、アメリカ合衆国・ワシントン州スポケーン出身のバスケットボール選手。ポジションはポイントガード。父親はバスケットボール殿堂入りを果たしているジョン・ストックトン。兄のマイケル・ストックトンもプロバスケットボール選手。

## 経歴

### 高校
ワシントン州スポケーンのゴンザガ・プレパラトリー・スクールに通ったストックトンは、2008-09シニアシーズンに20試合に出場し、平均12.4得点を記録、チームは24勝6敗を記録した。2009年ワシントン州クラス4Aバスケットボール・トーナメントの4位決定戦では22得点を記録、試合はオーバータイムの末、72-64で勝利した。同じくシニアシーズンには同校のアメリカンフットボールチームでクォーターバックを務めチームは8勝2敗を記録した。

### 大学
2009-10シーズンはレッドシャツとして過ごした。ゴンザガ大学でのフレッシュマンシーズンは34試合、平均15.6分の出場で4.2得点、1.3リバウンド、2.1アシストを記録した。ソフィモアシーズンはシーズン開幕戦のイースタン・ワシントン大学戦で大学キャリア初の先発出場を果たしたが、その後の今季全試合はベンチからのスタートとなった。33試合、平均16.8分の出場で、3.7得点、1.0リバウンド、2.4アシストを記録した。ジュニアシーズンは35試合に出場し開幕戦のサザン・ユタ大学戦では12得点、ルイスクラーク州立大学戦では、シーズン・ハイとなる13得点を記録した。最終的に平均18.7分の出場で3.7得点、1.7リバウンド、3.4アシスト、1.5スティールを記録した。シニアシーズンは36試合に先発出場し平均27.8分の出場で7.4得点、2.4リバウンド、4.2アシスト、1.5スティールを記録した。2014年のウェスト・コースト・カンファレンス(WCC)トーナメントでは、WCCオールトーナメントチームに選出された。

### プロキャリア

#### 2014-15シーズン
2014年のNBAドラフトでどのチームからも指名されなかったストックトンは、フェニックス・サンズの一員として2014年のNBAサマーリーグに参加、2014年9月29日、ワシントン・ウィザーズと契約するも10月3日にウィザーズからウェイブされた。11月1日、NBADLドラフトでメイン・レッドクローズから3順目指名を受けるが、同日リノ・ビッグホーンズへトレードされた。
2015年2月20日、サクラメント・キングスと10日間契約を結んだ。翌日行われたロサンゼルス・クリッパーズ戦でNBAデビューを果たし、1得点、2リバウンド、1アシストを記録、試合はクリッパーズに126-99で敗れた。キングスはストックトンと2度目の10日間契約を結ぶことはなく、3月2日、リノ・ビッグホーンズへと戻った。4日後のテキサス・レジェンズ戦でDリーグ記録となる1試合22アシストを記録した。4月12日、キングスと2015-16シーズン終了までの契約を結んだ。

#### 2015-16シーズン
2015年7月、キングスの一員としてサマーリーグに参加した。10月22日、プレシーズンに3試合出場したところでキングスからウェイブされた。11月27日、リノ・ビッグホーンズと契約した。

#### 2016-17シーズン
2016年7月再びキングスの一員として2016年のサマーリーグに参加することになった。
2016年7月23日、クロアチアのKKツェデヴィタと3年契約を結んだ。2016年11月初め、ニュージーランドのチームと契約するため、KKツェデヴィタを退団した。
2016年11月10日、NBLのニュージーランド・ブレイカーズと契約を結んだ。11月18日のイラワラ・ホークス戦で24分の出場で17得点を記録、試合はブレイカーズが100-85で勝利した。12月2日に行われたイラワラ・ホークス戦でゲーム・ハイとなる24得点、10アシストを記録、試合はホークスに95-91で敗れた。ストックトンはブレイカーズでの最初の4試合で平均15得点、6.5アシストを記録したが、2017年1月7日、ブレイカーズから放出された。
2017年2月24日、再びリノ・ビッグホーンズでプレーすることになった。

#### 2017-18シーズン
2017年7月、フェニックス・サンズの一員としてNBAサマーリーグに参加することになった。10月10日、サクラメント・キングスと契約したが、5日後、キングスからウェイブされた。10月22日、リノ・ビッグホーンズの2017-18シーズンのトレーニングキャンプロスターに入った。
2018年3月17日、ユタ・ジャズと10日間契約を結んだ。3月25日に行われたゴールデンステート・ウォリアーズ戦で2得点を記録、試合はジャズが110-91で勝利した。3月27日、ジャズと2度目の10日間契約を結んだ。4月6日、ジャズとシーズン終了までの契約を結んだ。

## 個人成績

### NBA

#### レギュラーシーズン
| シーズン | チーム | GP | GS | MPG  | FG%  | 3P%  | FT%   | RPG | APG | SPG | BPG | PPG |
| -------- | ------ | -- | -- | ---- | ---- | ---- | ----- | --- | --- | --- | --- | --- |
| 2014–15  | SAC    | 3  | 0  | 11.0 | .333 | .500 | .500  | .7  | 3.0 | .7  | .0  | 2.7 |
| 2017–18  | UTA    | 3  | 0  | 3.0  | .667 | .667 | 1.000 | .0  | .0  | .0  | .0  | 3.3 |
| 通算     | 通算   | 6  | 0  | 7.0  | .444 | .600 | .700  | .3  | 1.5 | .3  | .0  | 3.0 |

#### プレーオフ
| シーズン | チーム | GP | GS | MPG | FG%  | 3P%  | FT% | RPG | APG | SPG | BPG | PPG |
| -------- | ------ | -- | -- | --- | ---- | ---- | --- | --- | --- | --- | --- | --- |
| 2018     | UTA    | 2  | 0  | 3.0 | .333 | .000 | --- | .5  | .0  | .0  | .0  | 1.0 |
| 通算     | 通算   | 2  | 0  | 3.0 | .333 | .000 | --- | .5  | .0  | .0  | .0  | 1.0 |